# Lettlands evangelisk-lutherska kyrka utanför Lettland
Lettlands evangelisk-lutherska världsvida kyrka (lettiska: Latvijas Evaņģēliski luteriskā baznīca pasaulē, förkortat LELBP), fram till 2020 Lettlands evangelisk-lutherska kyrka utanför Lettland (lettiska: Latvijas Evaņģēliski Luteriskā Baznīca ārpus Latvijas) är ett protestantiskt trossamfund bildat av exilletter som flydde den sovjetiska ockupationen efter andra världskriget och bildade församlingar i bland annat Sverige, Australien, Storbritannien, Kanada och USA. Den bedriver sedan 2016 också verksamhet i Lettland.
Efter Lettlands återvunna självständighet 1991 upptogs samtal med den betydligt större moderkyrkan i Lettland, Lettlands evangelisk-lutherska kyrka (LELB) som 1998 resulterade i en officiell samarbetsöverenskommelse. På senare år har dock relationerna mellan de båda kyrkorna utsatts för en del påfrestningar, beroende på olika syn i ämbetsfrågan. 
2014 vigdes amerikanskan Lauma Lagzdins Zusevics till LELBāL:s första kvinnliga ärkebiskop. Två år senare beslutade LELB:s synod att endast manliga präster kan prästvigas inom kyrkan. I protest mot detta beslut lämnade då den Evangeliska korsförsamlingen i Liepāja LELB och anslöt sig istället till LELBāL. Eftersom därigenom LELBāL kom att bedriva verksamhet även i Lettland, bytte kyrkan namn och förkortning 2020.
År 2024 valdes Kārlis Žols till ny ärkebiskop för LELBP.

## Lettlands evangelisk-lutherska världsvida kyrka i Sverige
LELBP i Sverige, eller "den lettiska evangelisk-lutherska kyrkan i Sverige" (Latviešu evaņģēliski luteriskā Baznīca Zviedrijā), har församlingar i Eskilstuna, Göteborg, Stockholm, Uppsala och Västerås, enligt dess officiella hemsida (litauiska).